# دودمان هفدهم مصر

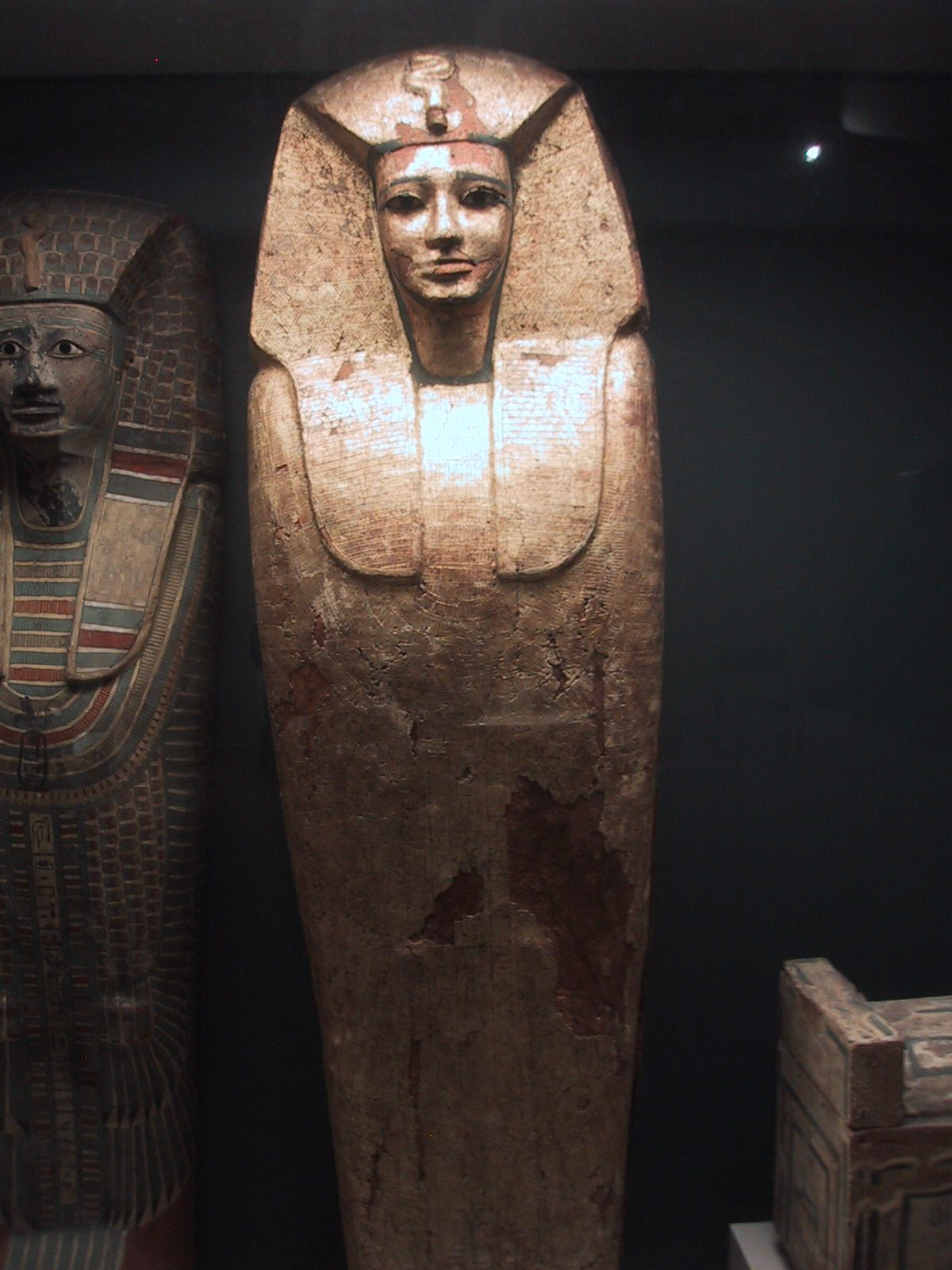
تابوت شاهانه فرعون اینتف ششم از دودمان هفدهم، موزه لوور

دودمان هفدهم مصر دوره‌ای از تاریخ این کشور است که اغلب به همراه دودمان‌های سیزده تا شانزده زیر عنوان دوره دوم میانی طبقه‌بندی می‌شوند.
این دودمان در اصل ادامهٔ دودمان سیزدهم در تبس بود که به صورت شاخه‌ای محلی از آن ادامه حیات داد و تنها به مصر علیا کنترل داشت. نام فرمانروایان این دودمان در زیر ستون سیزدهم فهرست پادشاهان تورین آورده شده‌است.

## فرمانروایان
شاهان دودمان هفدهم میان سال‌های ۱۵۸۰ تا ۱۵۵۰ پیش از میلاد مسیح بر مصر فرمانروایی می‌کردند. نام فرمانروایان شناخته شدهٔ این دودمان به شرح زیر هستند:
| فرعون       | نام هوروسی      | دوران (پ. م.)        | همسر(ان)                          |
| ----------- | --------------- | -------------------- | --------------------------------- |
| راهوتپ      | سِخِم‌رَع واخاو     | به تخت نشینی در ۱۵۸۵ |                                   |
| سوبکم‌سف یکم | سِخِم‌رَع شِدتاوی    |                      | نوب خائس                          |
| اینتف ششم   | سِخِم‌رَع وپمات     |                      |                                   |
| اینتف هفتم  | نوب خِپِر رَع      |                      |                                   |
| اینتف هشتم  | سِخِم‌رع هِروهِرماآت |                      | هاآنخس                            |
| سوبکم‌سف دوم | سِخِم‌رَع واجخاو    | ۷ سال                | نوب‌مِهات                           |
| تائو یکم    | سِناختن‌رع        | ۱ سال                | تتیشری                            |
| تائو دوم    | سِقِن‌رع تائو دوم  | تا ۴ سال پس از ۱۵۶۰  | اهموسه اینهاپی سیچهوتی آه‌هوتپ یکم |
| کاموسه      | واج خِپِر رع      | ۱۵۵۵-۱۵۵۰            | آه‌هوتپ دوم                        |

## گذار به دودمان هجدهم
دودمان تبسی هفدهم شاهد دوره‌ای تاریخی بود که در آن مناطق گوناگونی از شمال مصر زیر "اشغال" فرمانروایان محلی هیکسوس بودند. این هنگامی است که سه دودمان ۱۵، ۱۶، و ۱۷ به موازات هم وجود داشتند.
در سال‌های پایانی این دودمان جنگ‌هایی از سوی شاهان آن برای "آزادسازی" مصر از بیگانگان آغاز شدند که با آمدن تائو دوم ملقب به «تائوی شجاع» این روند شدن گرفت. پس از کشته شدن تائو دوم در سال ۱۵۵۶ پ. م. در جنگ یا یک دسیسه، همسرش شهبانو آه‌هوتپ یکم برای مدت کوتاهی به تخت نشست تا آنکه فرزندش کاموسه به سن مناسب رسید. کاموسه فرماندهی جنگ بزرگی برای بیرون راندن هیکسوس‌ها را بر دوش گرفت و در پایان توانست آن‌ها را شکست دهد.
با شکست هیکسوس و بیرون رانده شدن آن‌ها از مصر سفلی، مصر برای دیگر بار یکپارچه شد و راه برای استقرار دودمان هجدهم با ظهور اهمسه یکم هموار شد.